# S76-os személyvonat

Az S76-os személyvonat egy budapesti elővárosi vonat, ami 2020. október 25-én indult, Piliscsaba és Rákos vasútállomás között. 2022 december 11-e óta Pilisvörösvár vasútállomás és Rákos vasútállomás közt jár. Vonatszáma négyjegyű, 32-vel kezdődik.

## Története
2019 májusában a (80a számú) Budapest–Hatvan-vasútvonal felújítása és a Keleti pályaudvar lezárása miatt nagyon rövid ideig az S72-es személyvonat útvonalát a Nyugati pályaudvar helyett Pécel vasútállomásig hosszabbították meg a külső körvasúton. A mindössze két hétig tartott ideiglenes változtatás nem várt mértékű népszerűsége és sikere folyományaként 2020-ban a MÁV a külső körvasúton épített egy teljesen új vasúti megállóhelyet Újpalota megállóhely néven, illetve S76-os jelzéssel egy új járatot is indított. Kezdetben hétköznap Piliscsabától félóránként, hétvégén pedig rövidített útvonalon Óbudától és csak óránként egyszer járt Rákos állomásig. 2021. december 12-étől már a hétvégi vonatok is Piliscsabáig közlekednek Óbuda helyett.
2022/2023-as menetrendváltástól a vonatok Piliscsaba helyett csak Pilisvörösvárig közlekednek.
2024 április 7-től a vonatok kísérleti jelleggel, a budapesti elővárosi közlekedésben egyedüliként kalauz nélkül közlekednek.

## Útvonala
Ütemes menetrend szerint minden óra ugyanazon percében indul és érkezik mindegyik állomáson. A járatok tulajdonképpen a korábban hétköznap közlekedett S72-es piliscsabai betétjáratok, amelyek hosszabb útvonalon közlekednek.
| 0  | Rákos végállomás         | 37 | 161, 161A, 162, 168E, 262 S60 , G60 , Z60 , S80 , InterRégió |
| 6  | Újpalota                 | 30 | 7, 7E, 8E, 124, 125, 108E, 133E, 277 |
| 12 | Angyalföld               | 25 | 30, 30A, 120, 230 14 S72 |
| 14 | Újpest                   | 21 | 104, 104A, 121, 122E, 196, 196A, 204 300, 302, 303, 305, 308, 309, 310, 312, 313, 314, 315, 316, 318, 319, 320, 321, 872, 880, 882, 883, 884, 889, 890, 893 1010, 1011, 1013, 1014 S72 , Z72 P+R |
| 18 | Aquincum                 | 17 | 34, 106, 134 S72 , Z72 |
| 20 | Óbuda*                   | 14 | 218 S72 |
| 21 | Aranyvölgy               | 12 | 218, 260 848 S72 , Z72 |
| 23 | Üröm                     | 10 | 218 800, 815, 820, 821, 830, 832, 840, 848 S72 |
| 27 | Solymár                  | 7  | 64, 64B, 164B 830, 831, 832 S72 , Z72 |
| 29 | Szélhegy                 | 4  | 164, 164B, 264 830, 831, 832 S72 |
| 31 | Vörösvárbánya            | 2  | S72 |
| 33 | Pilisvörösvár végállomás | 0  | 799, 800, 815, 821, 830, 831, 856 S72 , Z72 |

*Óbuda állomáson napközben mindkét irányban csak óránként 1 vonat áll meg.